# Provincia di Yunguyo
La provincia di Yunguyo è una delle 13 province della regione di Puno nel Perù.

## Capoluogo e data di fondazione
Il capoluogo è Yunguyo.
È stata istituita il 28 dicembre 1984.
16°14'21'' S e 69° 05' 27'' O
Sindaco (Alcalde): Juan Huanca Coarita(2007-2010)

## Superficie e popolazione
- 290,21 km²
- 50 672 abitanti (inei2005)

## Provincie confinanti
Confina a nord con la Bolivia; la provincia di Huancané; a est e a ovest con il Lago Titicaca, e a sud con la provincia di Chucuito.

## Geografia antropica

### Suddivisioni amministrative
È divisa in sette distretti:
- Yunguyo
- Anapia
- Copani
- Cuturapi
- Ollaraya
- Tinicachi
- Unicachi